# Upogebia corallifora
Upogebia corallifora är en kräftdjursart som beskrevs av Williams och Scott 1989. Upogebia corallifora ingår i släktet Upogebia och familjen Upogebiidae. Inga underarter finns listade i Catalogue of Life.